# Konstantin Petrovich Feoktistov

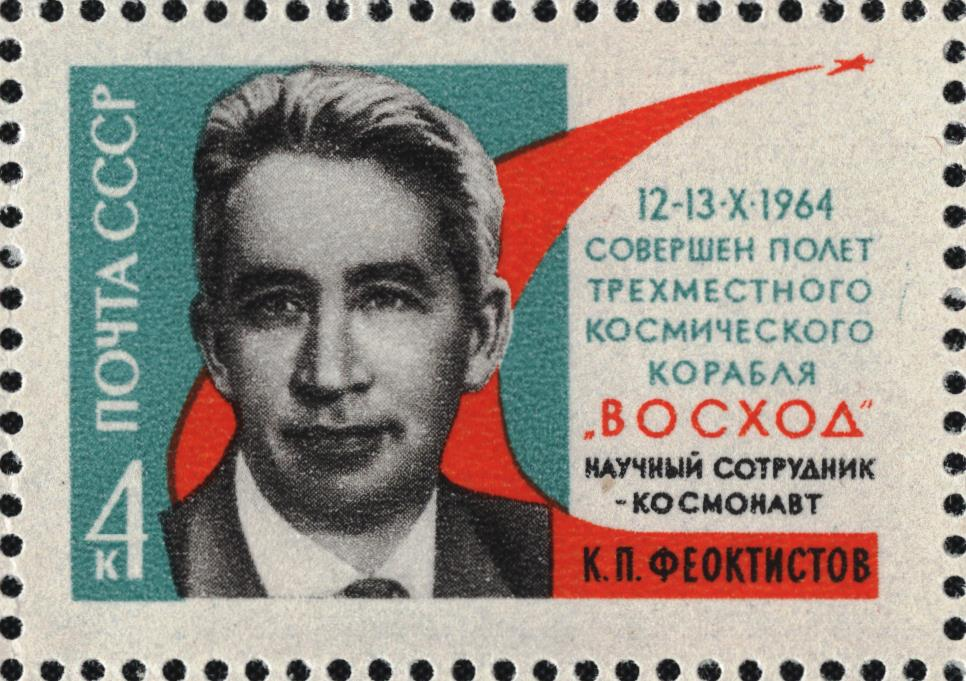
Tem thư vinh danh Konstantin Feoktistov của Liên Xô năm 1964

Konstantin Petrovich Feoktistov (tiếng Nga: Константин Петрович Феоктистов; 7.2.1926 – 21.11.2009) là một nhà du hành vũ trụ Xô Viết và là một kỹ sư không gian xuất sắc. Feoktistov cũng viết nhiều sách về thám hiểm và kỹ thuật học không gian. Hố Feoktistov trên phía sau của Mặt Trăng được đặt theo tên ông.

## Tiểu sử
Dưới thời Đức quốc xã chiếm đóng Voronezh trong thế chiến thứ hai, ở đúng tuổi 16, Feoktistov đã chiến đấu trong Quân đội Xô Viết chống lại quân xâm lược Đức, đảm nhận các nhiệm vụ trinh sát. Sau khi bị một đội tuần tiễu của Waffen-SS bắt, Feoktistov bị một sĩ quan Đức bắn. Tuy nhiên, viên đạn xuyên qua cằm ra cổ đã không giết chết ông. Sau đó Feoktistov còn đủ sức bò đi tìm về phòng tuyến Xô Viết.
Sau khi chấm dứt chiến tranh, Feoktistov vào học ngành kỹ sư ở Đại học Tổng hợp Kỹ thuật Moskva mang tên Bauman và tốt nghiệp năm 1949. Sau đó Feoktistov cũng đậu bằng tiến sĩ vật lý.

## Sự nghiệp
Ông gia nhập OKB (phòng thiết kế thí nghiệm) của Mikhail Tikhonravov, và năm 1955, Feoktistov tham gia đội chuyên viên thiết kế các vệ tinh Sputnik, đầu tàu vũ trụ Vostok, đầu tàu vũ trụ Voskhod và đầu tàu vũ trụ Soyuz dưới dự lãnh đạo của trưởng ban thiết kế Xô Viết Sergey Korolev. Trong thời gian này, Feoktistov cũng tham gia thiết kế một tàu vũ trụ vận hành bằng ion để có thể chở người lên Sao Hỏa.
Năm 1964, Feoktistov được chọn vào nhóm các kỹ sư để huấn luyện thành nhà du hành vũ trụ, và đến tháng 10 cùng năm, ông được phân công gấp vào phi hành đoàn đa ngành của chuyến bay của tàu vũ trụ Voskhod 1. Ông là một thường dân (không phải quân nhân) đầu tiên bay vào vũ trụ, và cũng là nhà du hành vũ trụ duy nhất của Liên Xô không là đảng viên của Đảng Cộng sản Liên Xô. Chuyến bay này kéo dài 24 giờ 17 phút trong không gian.
Sau chuyến bay trên tàu Vostok 1, Feoktistov không còn tham gia khóa huấn luyện du hành vũ trụ nào nữa vì lý do sức khỏe. Tuy nhiên, Feoktistov vẫn tiếp tục làm việc trong ngành du hành vũ trụ. Sau đó ông trở thành người đứng đầu phòng thiết kế Không gian Xô viết trong việc thiết kế các trạm không gian Salyut và trạm không gian Mir.
Feoktistov đã từ chức ở Tập đoàn tên lửa vũ trụ Energia rồi trở về làm giáo sư ở Đại học Tổng hợp Kỹ thuật Moskva mang tên Bauman năm 1990.
Feoktistov từ trần ngày 21.11.2009.